# Spirama voluta
Spirama voluta är en fjärilsart som beskrevs av Felder 1874. Spirama voluta ingår i släktet Spirama och familjen nattflyn. Inga underarter finns listade i Catalogue of Life.